# Elanus caeruleus
Il nibbio bianco (Elanus caeruleus Desfontaines, 1789) è un piccolo rapace diurno della famiglia degli Accipitridi, noto prevalentemente per la sua capacità di rimanere sospeso a mezz'aria al di sopra delle praterie aperte, proprio come fanno i gheppi più piccoli. Questa specie eurasiatica e africana veniva talvolta raggruppata con il nibbio bianco australiano (Elanus axillaris) e il nibbio codabianca (Elanus leucurus) del Nord e del Sudamerica a formare una superspecie. Questo nibbio ha un aspetto caratteristico, con lunghe ali, piumaggio bianco, grigio e nero, e occhi volti in avanti come quelli di un gufo dotati di iride rossa. Nonostante venga avvistato più frequentemente sulle pianure, talvolta è possibile scorgerlo anche sulle pendici erbose delle colline delle regioni più elevate dell'Asia. Non è una specie migratrice, ma può effettuare brevi spostamenti in risposta alle condizioni stagionali.

## Descrizione
Il nibbio bianco misura 29–33 cm di lunghezza e ha un'apertura alare di 80–88 cm; pesa 180-250 g. Il capo grande è in gran parte bianco tranne per il vertice e la nuca di un grigio di tonalità intermedie e per piccole aree nere di fronte agli occhi che si estendono come linee sopra e dietro gli stessi. Il dorso, le grandi copritrici primarie e secondarie superiori e le copritrici caudali superiori sono di colore grigio che va da tonalità intermedie a tonalità scure (il maschio è mediamente più chiaro). La faccia superiore delle remiganti è grigio scura. Le parti inferiori sono uniformemente bianche. Il sottoala è composto da primarie e secondarie esterne grigio scure, da secondarie interne grigio chiaro e da copritrici bianche. La corta coda è bianca, tranne per le timoniere centrali grigio chiaro. L'iride varia dal rosso-arancio allo scarlatto. Le lunghe ali, simili a quelle di un falco, si estendono oltre la coda quando l'uccello è appollaiato. La coda, breve e squadrata, è ben visibile negli esemplari in volo e, diversamente da quella dei nibbi veri e propri del genere Milvus, non è biforcuta. Quando sta appollaiato, in genere sui fili elettrici lungo le strade, spesso tiene le ali sotto la coda muovendola su e giù come per tenersi in equilibrio. I sessi hanno piumaggio simile. I grandi occhi rivolti in avanti e il piumaggio vellutato sono aspetti che la specie condivide con gli Strigiformi, e il genere a cui la specie appartiene viene considerato come un gruppo basale all'interno degli Accipitridi.

## Distribuzione e habitat

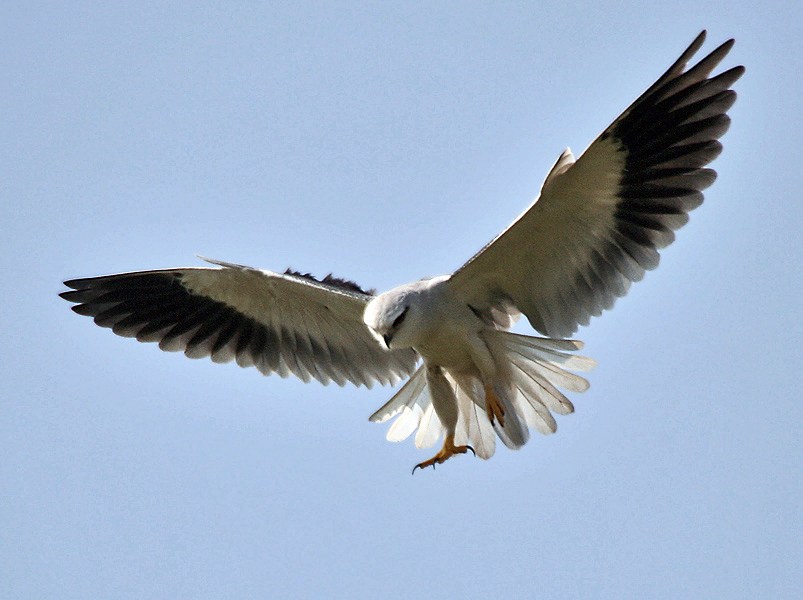
Esemplare a Hyderabad (India).

Il nibbio bianco è una specie diffusa prevalentemente nei territori aperti e nelle aree semidesertiche dell'Africa sub-sahariana e dell'Asia tropicale, ma una parte del suo areale si estende anche in Europa, in Spagna e Portogallo. Sembra che l'areale della specie si stia espandendo sempre più nell'Europa meridionale e, forse, nell'Asia occidentale.
Alcune popolazioni geografiche sono state riconosciute come sottospecie, tra le quali la sottospecie nominale, presente in Spagna, Africa e Arabia. La sottospecie E. c. vociferus è presente nella parte orientale dell'areale, vale a dire in Asia meridionale e sud-orientale. Nell'area compresa tra Sumatra, Giava, Borneo, Filippine e Nuova Guinea vive la sottospecie E. c. hypoleucus (talvolta considerata specie a parte). Alcuni studiosi riconoscono anche due ulteriori sottospecie: E. c. wahgiensis, propria della Nuova Guinea, ed E. c. sumatranus, diffusa nell'isola omonima. Il nibbio codabianca e il nibbio bianco australiano venivano inclusi in passato all'interno di questa specie, ma oggi sono considerati specie a parte.
Nonostante sia diffuso prevalentemente nelle pianure, è stato avvistato anche ad altitudini più elevate in Sikkim (a 3650 m), sui Nilgiri (a Doddabetta, a 2670 m) e nel Nagaland (a 2020 m).
È un visitatore invernale in alcune parti del suo areale, come i Ghati occidentali.

## Biologia

### Riproduzione

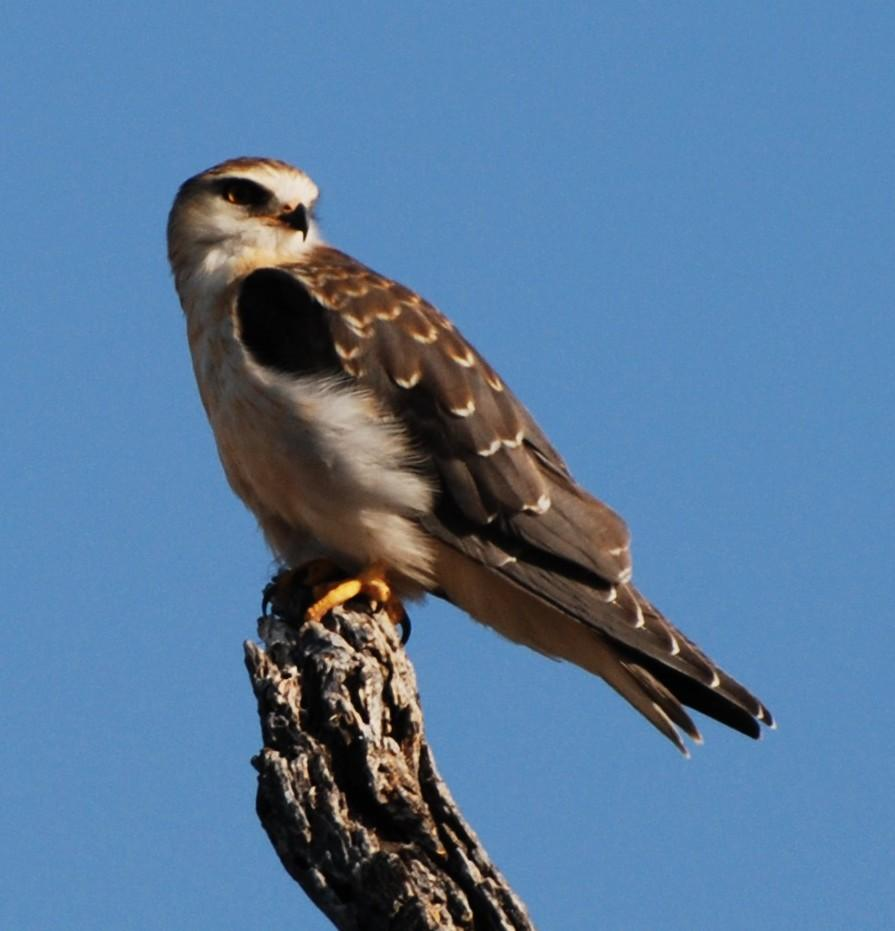
Esemplare immaturo nel parco nazionale di Etosha, Namibia.

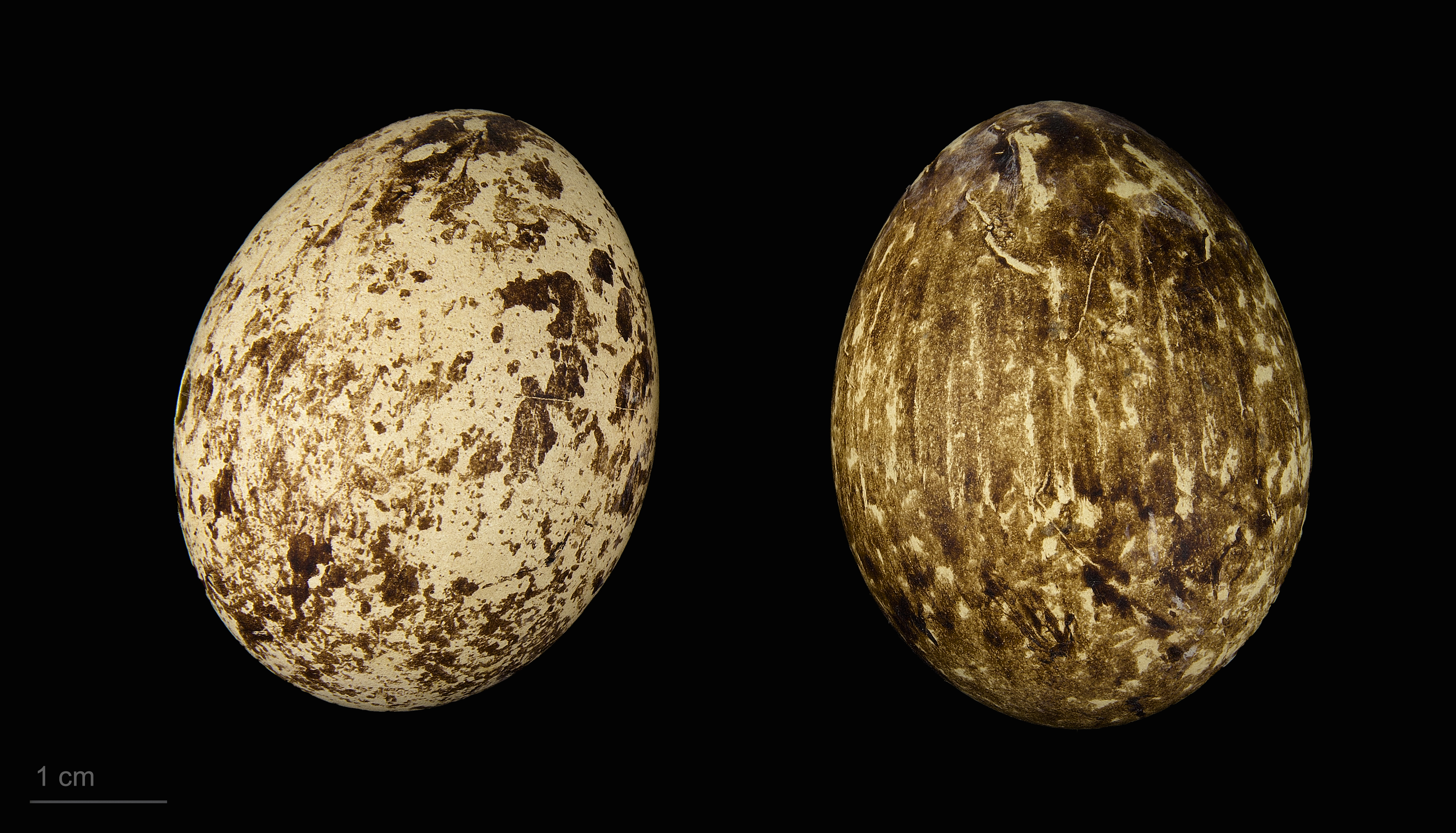
Elanus caeruleus

Il nibbio bianco si riproduce in periodi dell'anno differenti a seconda dell'areale. Nonostante sia stato visto nidificare in ogni periodo dell'anno in India, sembra non si riproduca mai in aprile e maggio. Il corteggiamento è rumoroso e comporta inseguimenti, e, una volta formatasi la coppia, i due partner copulano frequentemente. Il nido è costituito da una grossolana piattaforma di ramoscelli nella quale vengono deposte 3 o 4 uova. La femmina si dedica alla costruzione del nido con maggior sforzo del maschio. Le uova sono color crema chiaro con macchioline color rosso intenso. Entrambi i genitori si dedicano alla cova ma, una volta schiusesi le uova, il maschio trascorre più tempo alla ricerca di cibo. Inizialmente è la femmina ad occuparsi della nutrizione dei piccoli, e talvolta abbandona il nido per andare a cacciare nelle sue vicinanze, ma riceve anch'essa il cibo che il maschio riporta ai nidiacei. Una volta involatisi, i giovani uccelli continuano a dipendere dal cibo fornito dal maschio per circa 80 giorni; in un primo momento quest'ultimo riporta le prede presso il posatoio, ma successivamente le porge ai giovani direttamente in volo.

### Alimentazione
Tra le prede catturate figurano cavallette, grilli e altri grossi insetti, lucertole e roditori. Sono state registrate anche catture di uccelli feriti, piccoli serpenti e rane. Il lento volo di caccia è simile a quello delle albanelle, ma spesso l'uccello può rimanere sospeso a mezz'aria come un gheppio. In rare occasioni può anche catturare la preda in volo. I posatoi preferiti vengono utilizzati come luoghi per lanciare attacchi alle prede e per cibarsene, ma talvolta le prede più grandi possono essere consumate al suolo. Nell'Africa meridionale, sembra prediligere le banchine delle strade per nutrirsi degli animali catturati, tanto che talvolta degli esemplari rimangono uccisi in collisioni con i veicoli.

### Comportamento
Questi uccelli si radunano generalmente su posatoi comunitari in gruppi di 15-35 esemplari (i gruppi più numerosi si rinvengono in Europa), che convergono generalmente su un grande albero frondoso. Sono estremamente silenziosi e tra i richiami registrati vi sono uno strillo molto acuto o un fischio sommesso. Si fanno un po' più rumorosi soprattutto durante la stagione riproduttiva.

### Parassiti
Una specie di nematode, Physaloptera acuticauda, è stata rinvenuta su un individuo di questa specie in Sudafrica.

## Tassonomia
Attualmente vengono riconosciute 3 sottospecie di nibbio bianco:
- E. c. caeruleus (Desfontaines, 1789) (penisola iberica sud-occidentale, Africa e Arabia sud-occidentale);
- E. c. vociferus (Latham, 1790) (dal Pakistan alla Cina orientale, penisola malese e Indocina);
- E. c. hypoleucus Gould, 1859 (Grandi e Piccole Isole della Sonda, Filippine, Sulawesi e Nuova Guinea).